# Lavid
Lavit es una localidad española del municipio de Torrelavit, perteneciente a la provincia de Barcelona, en la comunidad autónoma de Cataluña.

## Toponimia
El nombre del lugar puede encontrarse referido con las variantes Sta. Maria de La-Vid, Lavid y Lavit.

## Historia
Hacia mediados del siglo XIX, el lugar pertenecía a El Plá. Aparece descrito en el décimo volumen del Diccionario geográfico-estadístico-histórico de España y sus posesiones de Ultramar de Pascual Madoz de la siguiente manera:

LA-VID (Sta. Maria de): l. en la prov., aud. terr., c. g. y dióc. de Barcelona (6 1/2 leg.), part. jud. de Villafranca del Panadés (1 1/2), ayunt. de el Plá. sit. en terreno bajo á la márg. del riach. de Riudevitlles; los vientos reinantes son del SO. y NO., y su clima es húmedo, poco saludable y propenso á fiebres intermitentes, perniciosas y rebeldes, tifoideas y nerviosas. Compónese la pobl. de unas 60 casas, que forman varios grupos separados; uno de estos se halla hacia el N. en un profundo barranco, que lleva el nombre del pueblo, otro compuesto de 25 casas, le denominan calle del Bosch ó del Vicari, porque pagan censo á un propietario, llamado asi por sobre nombre; al S. hay 7 ú 8 casas nombradas de Casa Rosell de la Serna, por estar sit. en la heredad de su nombre, y otras diseminadas por el térm.; la igl. parr. (Sta. Maria) está separada de los cas., y servida por un cura de primer ascenso, de provision real y del cabildo de la Santa Iglesia; la instruccion primaria está á cargo de un maestro sin título, que percibe de sus discípulos una retribucion convencional. El term. confina N. San Jaime de las Oliveras, del part. de Igualada; E. San Saturnino de Noya; S. el Plá, y O. Terrasola de Panadés. El terreno es de mediana calidad; la parte montuosa contiene en la cumbre de sus cerros algun arbolado de pinos, y lo demas, toda plantada de viñedo, le fertiliza el riach. de San Pedro de Riudevitlles, que nace en Mediona; pasa por San Quintín, por el pueblo de su nombre, Terrasola, La-Vid y San Saturnino, donde desagua en el Noya. La carretera que conduce á Barcelona cruza á este riach., y se halla en mal estado. El correo lo recojen los interesados en la v. cab. del part. prod.: vino en abundancia, poco irigo, toda clase de hortalizas, y cáñamos; cria ganado lanar en corto número, caza de conejos y perdices, y pesca en el riach. ind.: 6 molinos de papel, uno harinero, algunos telares de lienzos del pais, y de algodon, y fáb. de aguardiente. comercio: esportacion de frutos sobrantes, y prod. de la ind. é importacion de los art. de que carece. pobl., riqueza y contr. (V. El Pla).
Madoz, 1847, pp. 102-103)

En el censo de 1920 desapareció el municipio de Lavid, al fusionarse con Terrasola para formar el nuevo término municipal de Torrelavid. En 2023, la entidad singular de población de Lavit tenía empadronados 181 habitantes y el núcleo de población 136 habitantes.

## Demografía
| Gráfica de evolución demográfica de Lavid entre 1857 y 1910 |
| |
| Población de derecho según los censos de población del INE. Población de hecho según los censos de población del INE.Entre el censo de 1857 y el anterior, aparece este municipio porque se segrega del municipio Pla y Lavid. Entre el censo de 1920 y el anterior, este municipio desaparece porque se integra en el municipio Torrelavid. |

## Patrimonio

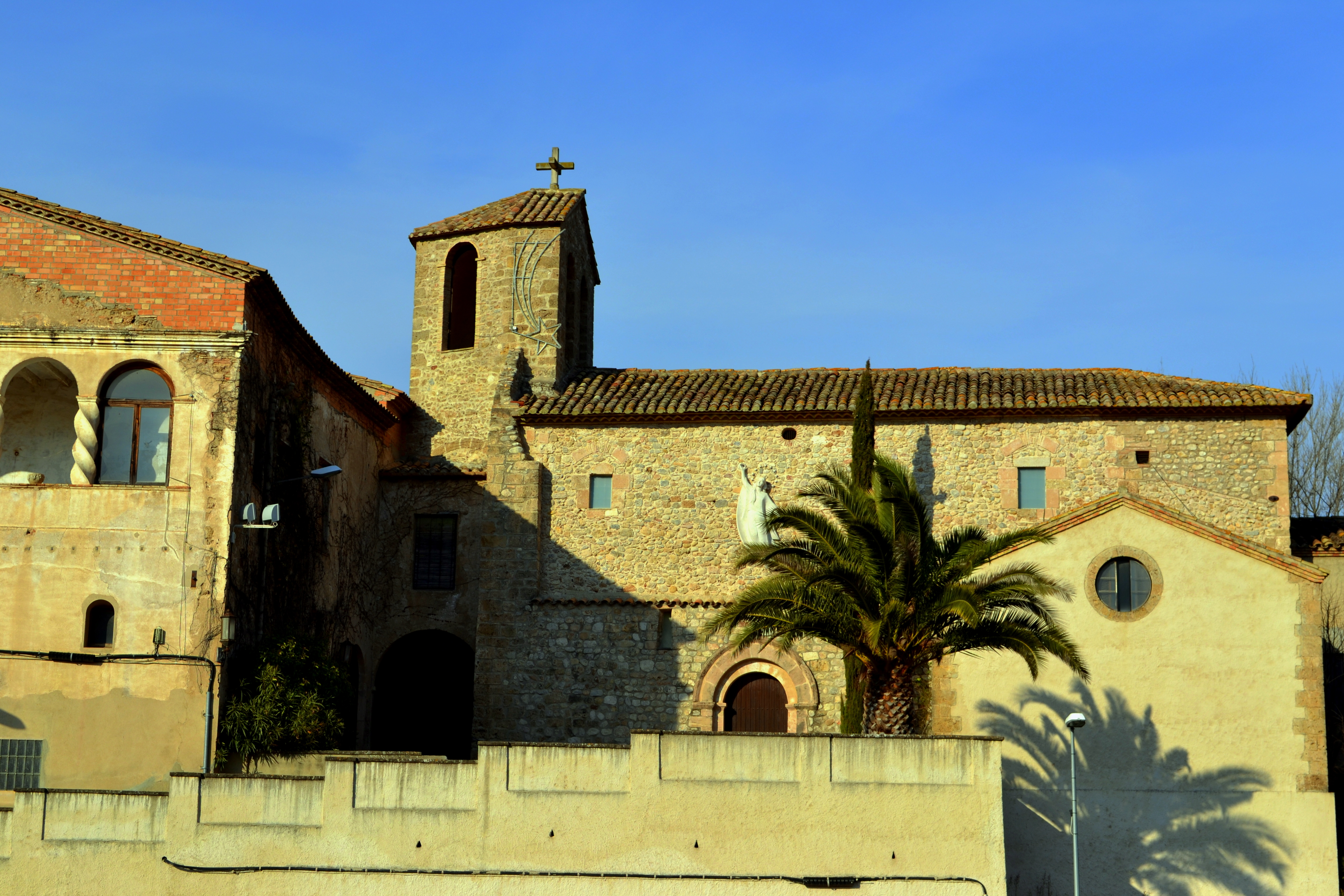
Iglesia de Santa María

En la localidad hay una iglesia bajo la advocación de Santa María.